# Гейштор, Якуб Станиславович
Якуб (Яков) Казимир Станиславович Гейштор (Гейштар) (6 (18) апреля 1827, имение Мядекшы, Каунасский уезд, Виленская губерния, Российская империя — 3 (15) ноября 1897, Варшава, Царство Польское) — польско-литовский общественно-политический деятель, либеральный публицист,
мемуарист. Участник польского восстания 1863—1864 годов.

## Биография
Помещик Ковенской губернии.
Окончил Виленский дворянский институт, ведший преподавание на польском языке. Затем изучал право на юридическом факультете Санкт-Петербургского университета. В качестве члена Каунасского губернского комитета участвовал в выработке условий крестьянской реформы, в 1859 написал и издал за границей своё первое публицистическое произведение — «Голос шляхтича к своим собратьям о крестьянской свободе и собственности».
С 1861 года — мировой посредник. Один из руководителей польского восстания 1863—1864 годов на территории Литвы и Белоруссии. По политическим убеждениям поддерживал группировку «белых», был одним из руководителей политической организации повстанцев «Белые» во время подготовки и начала польского восстания 1863—1864 годов на белорусско-литовских землях.
С 27 февраля 1863 года возглавлял отдел управления провинциями Литвы. Выступал против К. Калиновского и других революционных демократов, который пытались повернуть восстание на путь аграрной революции.
После подавления восстания был арестован в июле 1863 г. и приговорён к смертной казни, но помилован и отправлен на каторжные работы. Сначала в Уфу, но затем возвращён для дополнительного следствия и сослан на 12 лет каторги в Сибирь. В 1870—1873 годах — в ссылке в Вятской губернии. Позже был амнистирован. В 1873 году вернулся на родину. Сперва жил в Сувалках, позже в Варшаве, где владел антикварным книжным магазином.
Оставил после себя воспоминания «Pamiętniki z lat 1857—1865» в 2-х томах — ценный источник по истории польского восстания 1863—1864 гг.
Похоронен в Варшаве на кладбище Старые Повонзки.